# 寒風山トンネル

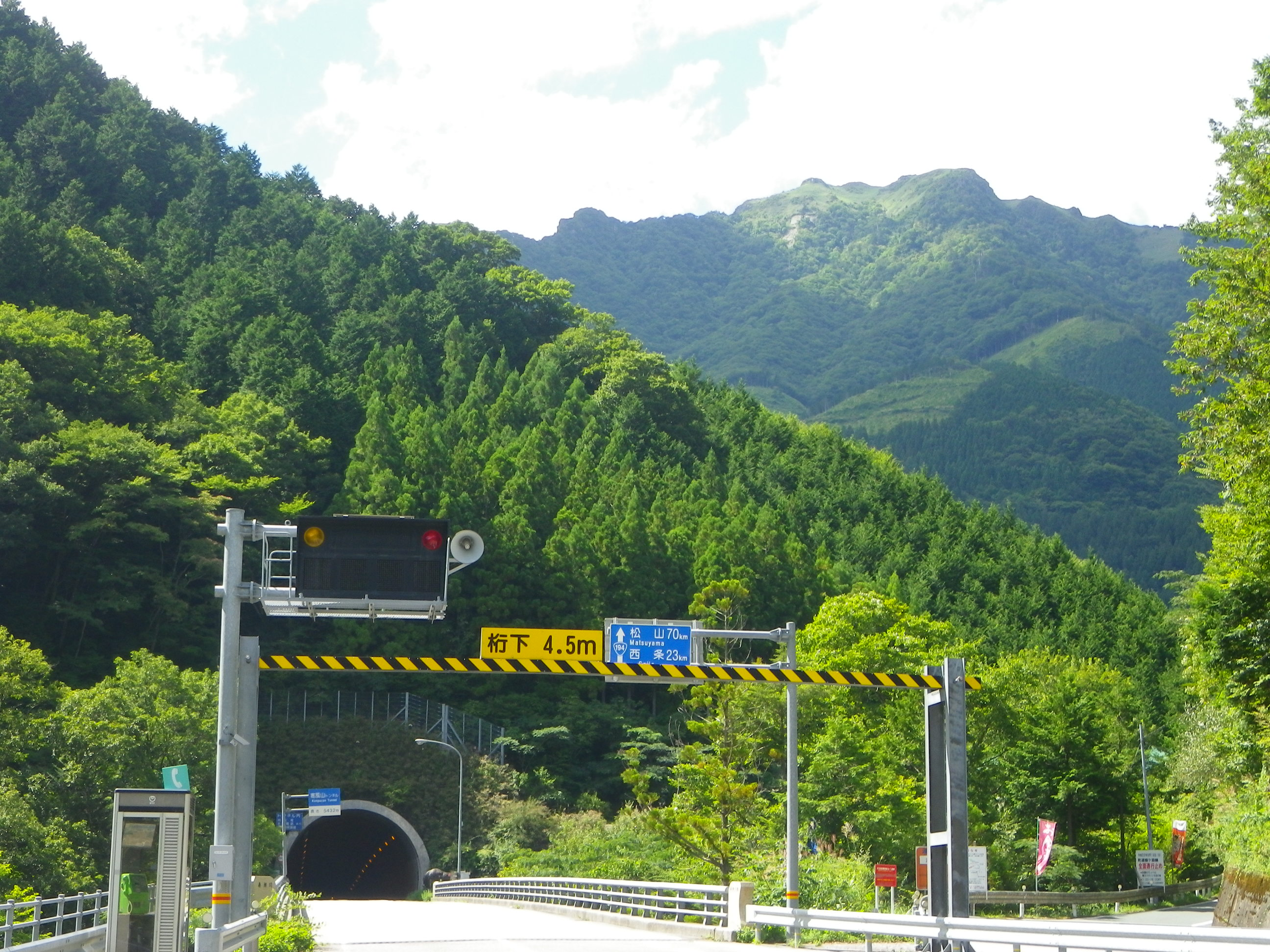
寒風山トンネル高知県側と寒風山

寒風山トンネル（かんぷうざんトンネル）は、国道194号の高知県吾川郡いの町と愛媛県西条市との間の寒風山の下を貫くトンネル。国道194号寒風山道路（6.4km）の大部分を占める。四国最長の道路トンネルでもある。旧寒風山トンネル（寒風山隧道）と区別する場合、新寒風山トンネルということもある。旧寒風山トンネルも併用されている（下記）。

## 概要
本坑延長5,432m、高知から愛媛方面へ3.45%の下り勾配を持つ片側1車線の長大トンネルである。歩行者・自転車が通行可能なトンネルとしては日本最長である。
このトンネルが開通するまでは、自動車の通行可能な道路は標高1,120m地点にある延長945m、1964年（昭和39年）7月開通の寒風山隧道（照明設備はない）のみであった。
1964年（昭和39年）の寒風山隧道の開通は明治中期以来念願とされていた予土連絡を実現するもので、1965年（昭和40年）に国道194号となった。しかし、旧道は急峻な山岳道路で幅員も狭く、冬季100日間は通行不能となるなど瀬戸内側との交通には十分機能していなかった。
1972年度（昭和42年度）から高知県本川村 - 愛媛県西条市間を四国地方建設局が調査し、1978年（昭和53年）に事業化、1981年（昭和56年）に着工した。ところが、1982年（昭和57年）10月に愛媛県西条市藤之石で大規模な地すべりが発生て工事用道路が埋没し、現道も通行不能となった。
1986年度（昭和61年度）に設計を見直して工事を再開し、1988年（昭和63年）10月にトンネルの本体工事を起工、1996年（平成8年）11月に貫通し、道路は1999年（平成11年）4月に開通した。
本トンネルの開通前は所要時間が約50分だったが、開通後は約10分に短縮され、積雪の影響もほとんど解消された。
トンネル延長が5,000mを超えているため、法令で定める危険物、火薬類、爆発物、劇物、有毒物、発火性化合物等の一定量以上積載車は、このトンネルを通行できない（車両総重量10トン位までなら旧寒風山トンネルで迂回可能だが、冬の凍結時は通行止め期間あり）。

## 沿革
- 1978年（昭和53年）4月：建設省（現・国土交通省）の直轄事業として着手された。
- 1981年（昭和56年）9月：愛媛県側で工事用道路の工事着手。
- 1982年（昭和57年）10月5日：愛媛県側で工事用道路で大規模地すべり発生（幅約100m、長さ約200m、推定崩壊土量10万m3）。
- 1986年（昭和61年）：ルート変更後、工事用道路の工事に着手。
- 1988年（昭和63年）10月：建設省（現・国土交通省）の直轄事業として本体工事が開始された。
- 1989年（平成元年）2月：愛媛県側作業坑の掘削工事に着手。
- 1990年（平成2年）1月：愛媛県側本坑の掘削工事に着手。
- 1992年（平成4年）
  - 6月：高知県側作業坑の掘削工事に着手。
  - 8月：高知県側本坑の掘削工事に着手。
- 1994年（平成6年）10月3日：作業坑が貫通。
- 1996年（平成8年）11月21日：本坑が貫通。
- 1999年（平成11年）4月17日：一般供用を開始。

## 路線データ
- 構造規格：第3種　第3級
- 設計速度：60km/h
- 長さ：5,432m
- 道路幅員：9m
- 車線幅員：3.25m
- 車線：片側1車線

## 寒風山隧道（旧寒風山トンネル）
寒風山トンネルの手前の旧道である西条市道加茂24号線といの町道一の谷寒風線をつなぐトンネル。UFOラインや伊予富士など、接続する観光スポットが多いため、旧トンネルも引き続き使用されている。高知側の出口付近には、観光客用の駐車場と広場が設けられている。

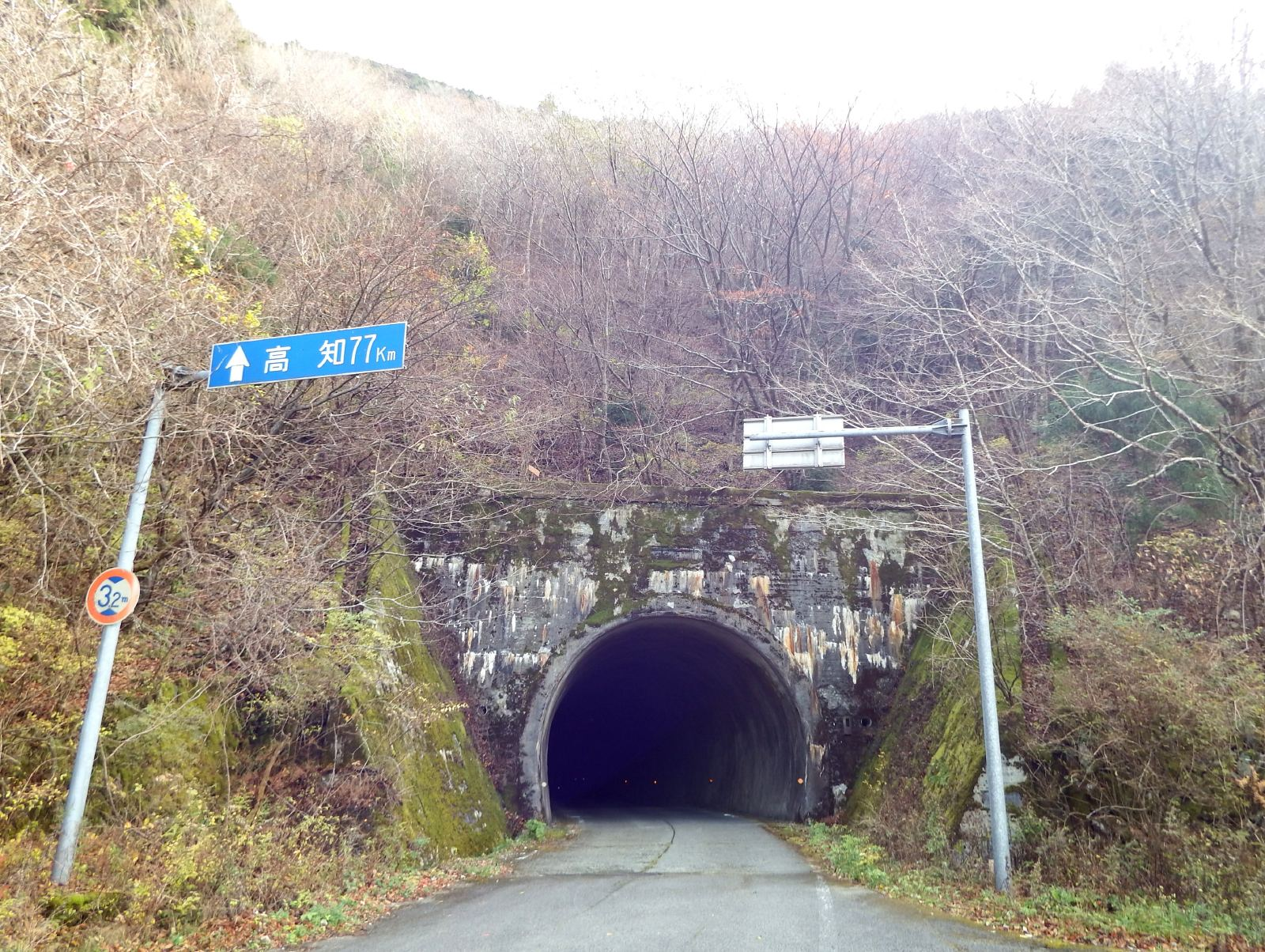
旧トンネル 西条市側
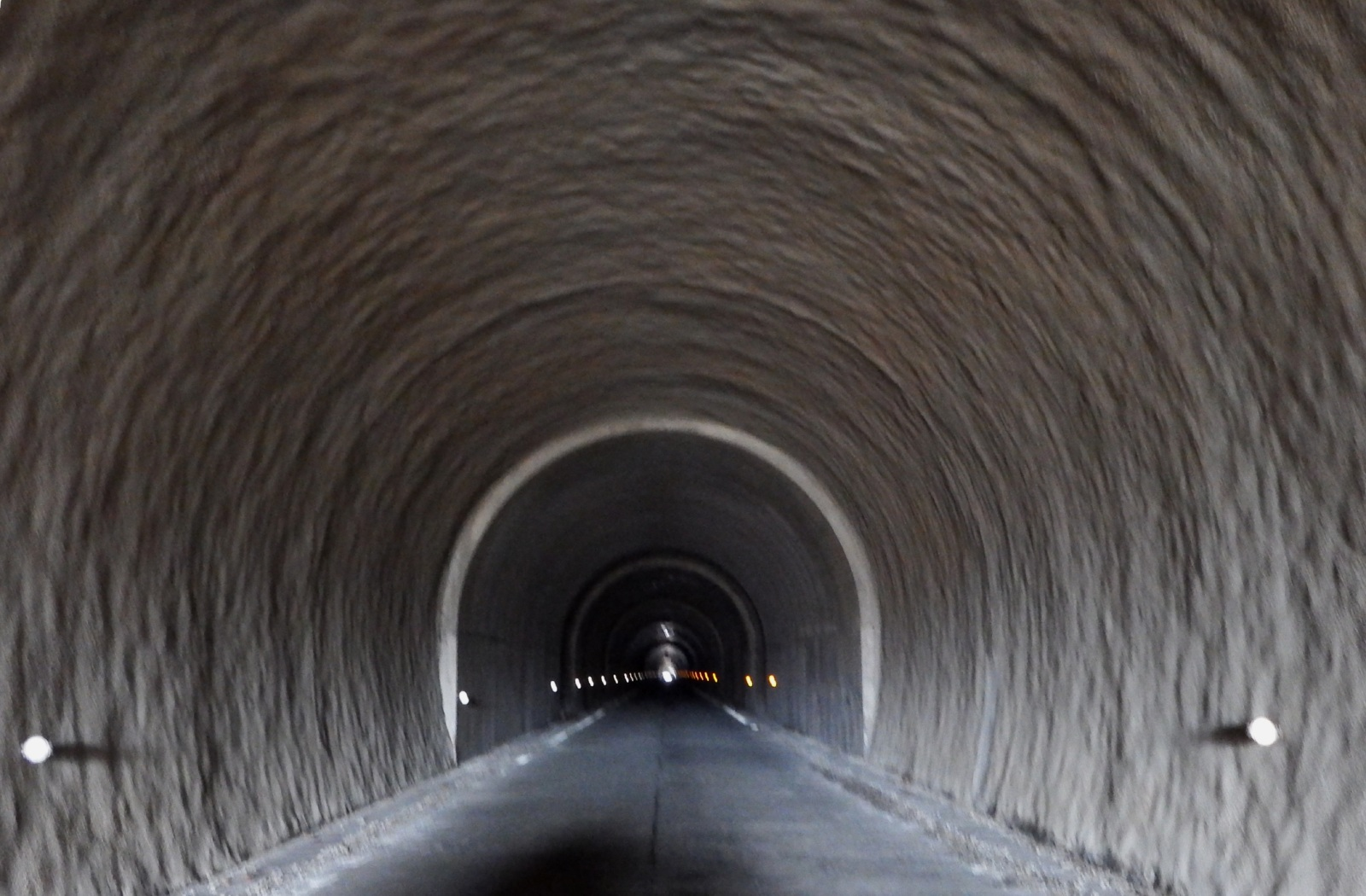
旧トンネル 内部
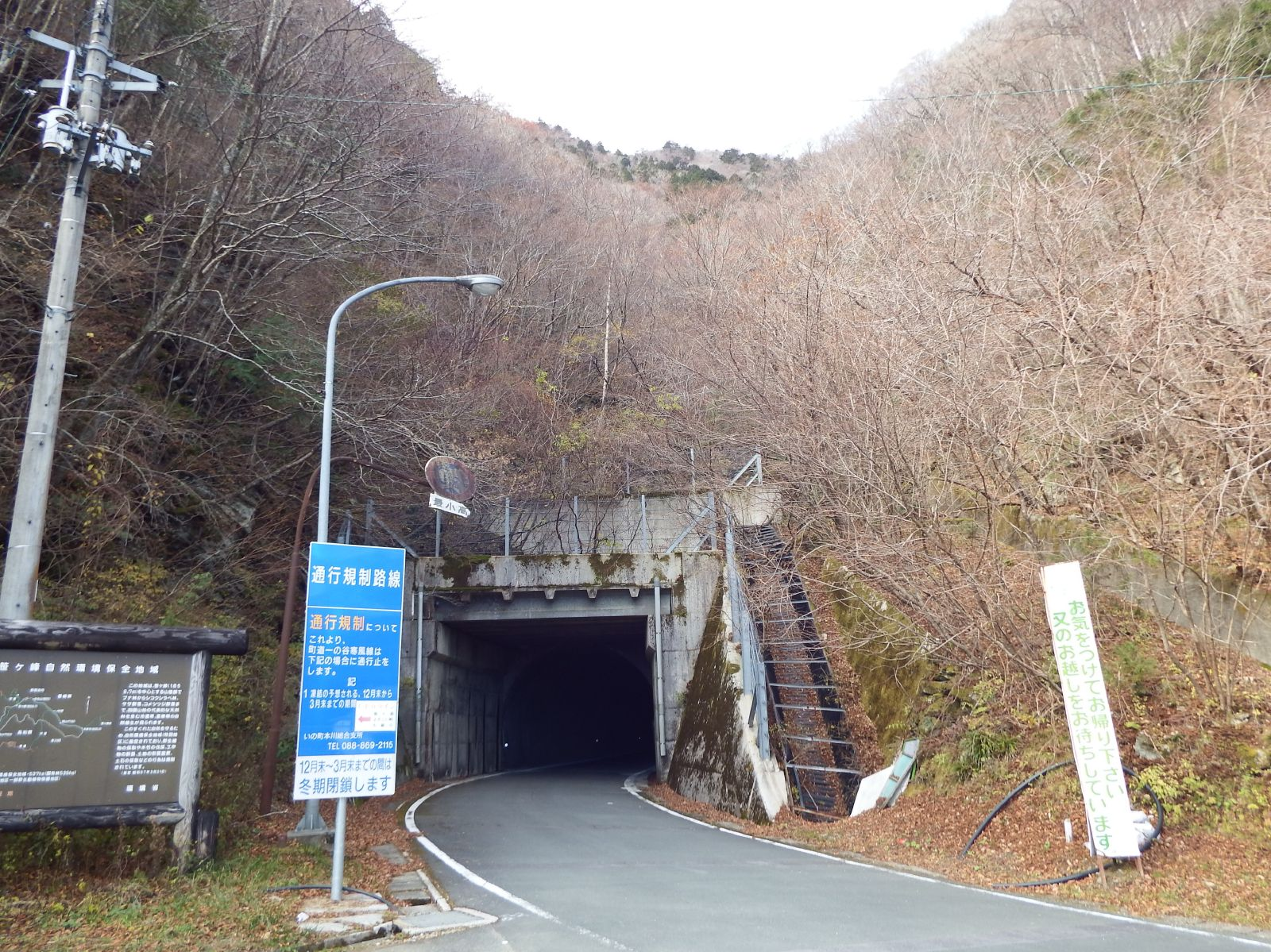
旧トンネル 高知県側